# A testépítés története

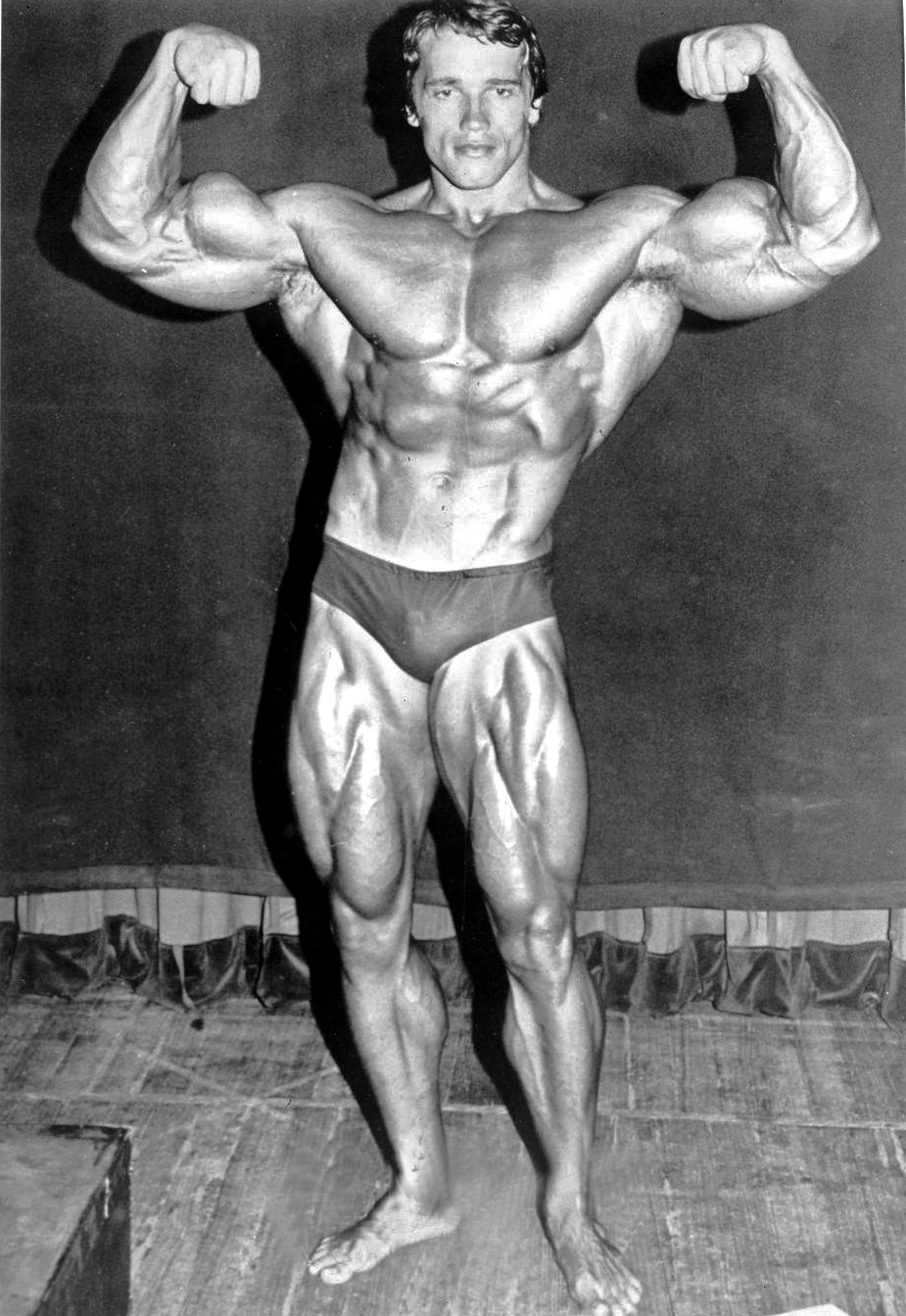
Arnold Schwarzenegger, az egyik legismertebb testépítő, 1974-ben

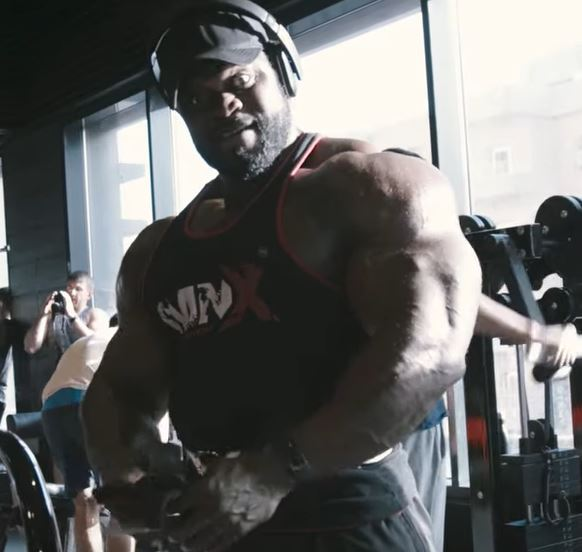
Brandon Curry, a 2019-es Mr. Olympia

A testépítés története feltehetően kőemelő versenyekkel kezdődött, melynek sok kultúrában voltak hagyományai. A 19. században erőemberek járták Európát és Amerikát, akik súlyemelő mutatványokkal szórakoztatták a közönséget. Közülük kiemelkedett kidolgozott fizikumával Eugen Sandow, akit a modern testépítés atyjaként szokás emlegetni. 1901-ben ő rendezte meg az első nagyszabású testépítőversenyt a Royal Albert Hallban. 1940-ben a szlovák származású súlyemelő, John Grimek nyerte meg az első modern testépítő-bajnokságot, de az első, valóban profi testépítőbajnok Clarence Ross volt, aki már nem erőszerzés céljából edzette a testét.
A testépítés első ismert sztárja Steve Reeves lett, aki több filmben is szerepelt. Mindezek ellenére a sportágat nagyon sokáig nem vették komolyan, csupán az 1970-es években, az Acélizom című dokumentumdráma megjelenése után kezdett el szélesebb körben terjedni. Ekkor lett sztár a többszörös profi bajnok Arnold Schwarzenegger is, akit aztán az 1980-as években a hollywoodi filmgyártás is felfedezett magának. Az 1970-es években a feminizmusnak köszönhetően élénkült meg a női testépítés iránti érdeklődés. Korábban az erős, izmos nőkre csodabogarakként tekintettek. Az 1980-as években olyan testépítők vitték el a legnagyobb trófeákat, mint a libanoni születésű Samir Bannout, majd Lee Haney, aki megdöntötte Schwarzenegger rekordját és nyolc Mr. Olympia címet gyűjtött be. Ebben az időszakban Lisa Lyonnak köszönhetően a női testépítés új szintre lépett, az évtized domináns női testépítője pedig Corinna Everson volt.
Az 1990-es években kezdtek el megjelenni a versenyszínpadokon az izomkolosszusok, akik jobbára anabolikus szteroidoknak és növekedési hormonoknak köszönhették hatalmas izmaikat. Dorian Yates dominálta a profi versenyeket a férfiaknál, a nőknél pedig Lenda Murray volt a legsikeresebb. A 2000-es évek elején folytatódott az izomtömeg tovább növelése a profiknál, az évtized elejének domináns testépítője Ronnie Coleman volt, aki már az 1990-es évek végén is jelentős eredményeket ért el, 1998 és 2005 között nyolc alkalommal lett Mr. Olympia. 2019-ben Brandon Curry nyerte el a címet. A női testépítés terén a 21. században is folytatódtak a viták arról, hogy milyen kritériumok szerint ítéljék meg a női fizikumot. A kiemelkedő izomtömegű Iris Kyle tíz alkalommal lett Ms. Olympia, ezzel minden idők legsikeresebb testépítőnőjévé vált.
Magyarországon 1970-ben rendezték az első hivatalos testépítő-bajnokságot, Kiss Jenő 1996-ban elnyerte az IFBB Mr. Universe (amatőr világbajnoki) címét, Szikszay Gabriella 1991-ben lett amatőr világbajnok. és első magyar nőként kijutott a Ms. Olympiára.

## Kezdetek

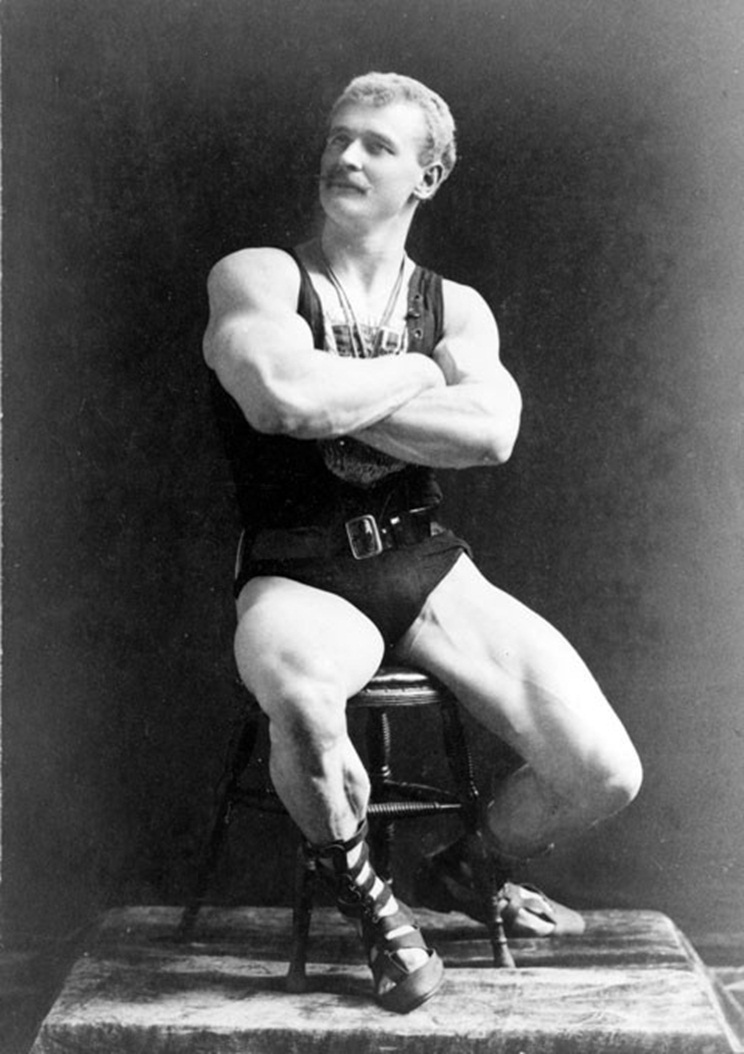
Eugen Sandow, „a modern testépítés atyja”

A kőemelés, kőemelő versenyek hagyománya sok kultúrában létezett évezredek óta, például a skandináv területeken, de az ókori Egyiptomban és Görögországban, valamint az ősi Kínában is rendszeresen emelgettek nehéz tárgyakat erőfitogtatás gyanánt. A Tang-dinasztia korában már a katonák testi erejének felméréséhez is használták, a Ming- és Csing-dinasztia korában pedig rendszeres sporttá vált a különféle súlyú, előre gyártott súlyemelőkövek emelgetése.

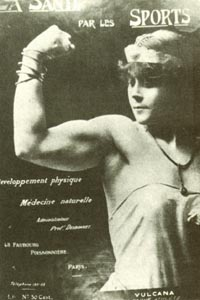
Vulcana a La Santé par les Sports címlapján

A 19. század végén újra népszerűvé vált a görög testideál, az emberi test szépségének ünneplése. Európát népszerű erőművészek járták, akik súlyemelő képességeikkel kápráztatták el a közönséget. Testalkatuk sokszor nem volt arányos, izomzatuk nem volt kidolgozott, nem étkeztek túl egészségesen, de a közönséget nem is az erőművész alakja érdekelte. Ugyanebben az időben Észak-Amerikában sokkal inkább a testedzés és az egészség kapcsolata került előtérbe, és olyan ideálokat kerestek, akik közelebb álltak a kidolgozott görög testideálhoz. Ezt testesítette meg a német Eugen Sandow, akit Európában ugyan erőművészként népszerűsítettek, testalkata, kidolgozott izomzata miatt valójában nem hasonlított a többi erőművészre. Nagy sikerű amerikai turnéi során a közönség megcsodálhatta izmait, ő maga pedig meggazdagodott. Vagyonából Angliában számos, a testi egészséget, az edzettséget előtérbe helyező vállalkozást indított. Többek között létrehozta a Testgyakorló Intézetet (egyfajta edzőtermet, ahol testgyakorlást, súlyzós edzést oktatott és étkezési tanácsokat is adott), számos edzőfelszerelést (egykezes és kétkezes súlyzókat) és terméket népszerűsített. 1901-ben ő rendezte meg az első nagyszabású testépítőversenyt a Royal Albert Hallban, ahol a zsűri tagjai között volt Arthur Conan Doyle és Charles Lawes-Wittewronge sportoló-szobrász is. A YMCA szerint a „bodybuilding” (testépítés) kifejezést 1881-ben a bostoni Robert J. Roberts alkotta meg.
A 19. században és a 20. század legelején a férfi erőművészek mellett megjelentek az erős nők is, bár jóval kisebb számban, és főképp utazó cirkuszok és vaudeville-ek látványosságaiként mutogatták őket is. Ilyen volt például a birkózónő Minerva az Egyesült Államokban, a walesi Vulcana, a kanadai Louise Armaindo, vagy talán mindannyiuk közül a leghíresebb, az osztrák Katie Sandwina, aki műsorában rendszeresen fél kézzel a feje fölé emelve hordozta körbe férjét. Ezek a hölgyek mindannyian kuriózumnak számítottak abban a korszakban, amelyben az ideált a gyenge és törékeny nő testesítette meg, és a női sportolást jobbára rossz szemmel nézték.

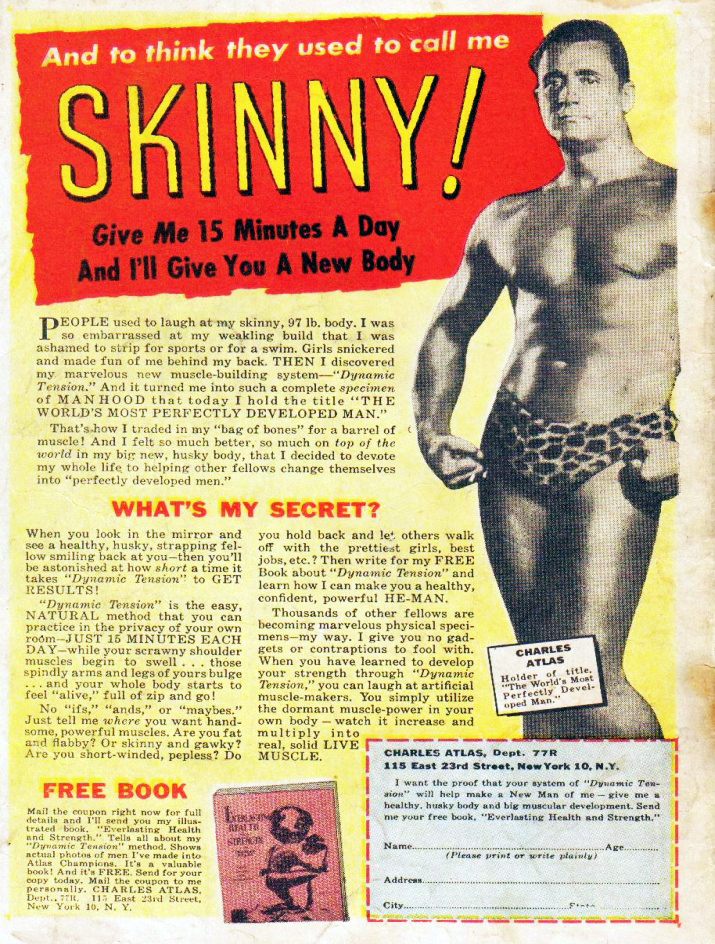
Charles Atlas hatásos reklámkampánya

Az első amerikai testépítőversenyt 1903. december 28. és 1904. január 2. között rendezték a Madison Square Gardenben, New Yorkban egy „Testművelő Kiállítás” részeként. A versenyt Al Treloar nyerte meg. A testépítés, fitnesz és egészséges táplálkozás korai népszerűsítői közé tartozott a verseny szervezője, Bernarr Macfadden, aki több, testneveléssel kapcsolatos magazint is kiadott; vagy Charles Atlas olasz származású testépítő, aki sikeres vállalkozást épített postán rendelhető edzésprogramjával. Atlas rendkívül hatásos marketingtechnikával népszerűsítette testedző programját: a tinédzser fiúkat célozta meg, képregényekben helyeztette el reklámoldalait, melyeken egy sovány fiút ábrázolnak, akit megvernek és elveszti a kedvesét, de néhány hét testedzés után, immár izmosan, visszaszerzi a becsületét. Charles Atlas programjának neve Dynamic Tension volt, ami az izometriás (statikus, megfeszített, de nem mozduló) izommunkát népszerűsítette. Ő maga azonban nem csak így edzett, súlyzós gyakorlatokkal kiegészítve építette fel reklámozott izmait.
Atlas előtt már Earle Liederman is árult testépítő programokat postán, és 1924-ben könyvet is megjelentetett Muscle Building címmel. További korai úttörők voltak még például: Lionel Strongfort, Frank Saldo, Monte Saldo, Siegmund Klein.

## 1920–1960

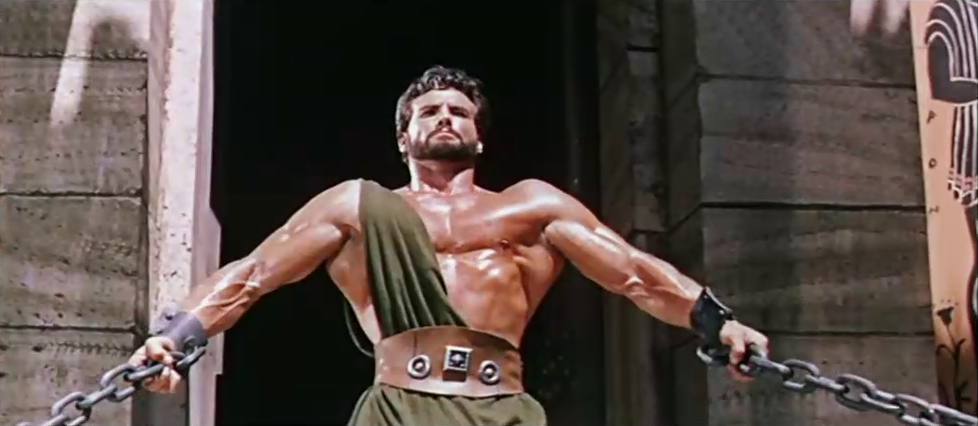
Steeve Reeves mint Herkules

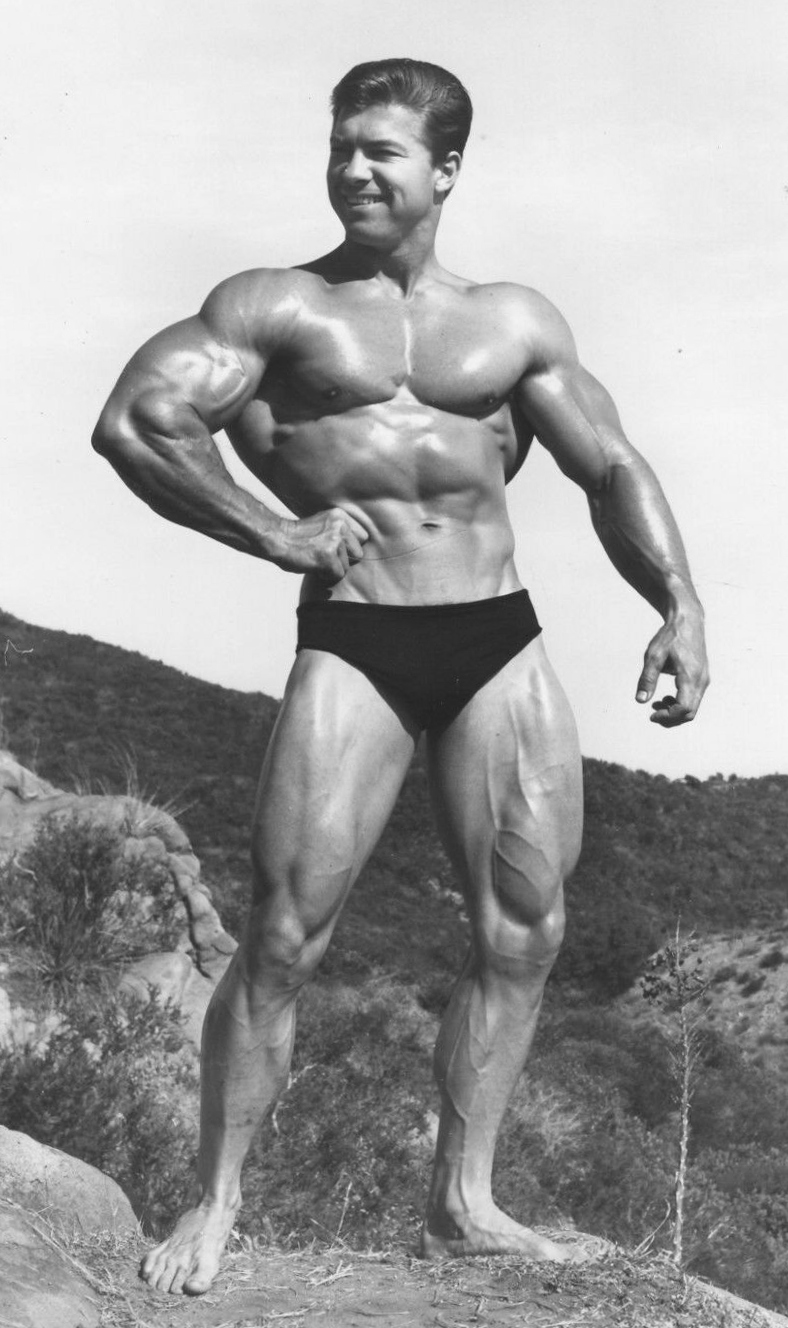
Larry Scott

Az 1920-as–1930-as években még sokan rosszallóan tekintettek a súlyzós edzésekre, igazi sportnak nem tartották. A legelső testépítőversenyeken épp ezért nem specifikusan testépítők vettek részt, hanem más sportágak képviselői. Még az 1939-ben, az Amatőr Atlétikai Szövetség (AAU) által rendezett első Mr. America versenyen is ez volt a helyzet. A versenyt Roland Essmaker nyerte, aki viszont súlyzókkal erősítette izmait. Az AAU rendezte az első modern testépítő-bajnokságot, 1940-ben a szlovák származású John Grimek nyerte meg, aki súlyemelő volt, eloszlatva a tévhitet, hogy a súlyzózás merevvé teszi az embert. Grimek még a hatvanas éveiben is folytatta a súlyzós edzéseket és 180 kilogrammal tudott guggolni. Arnold Schwarzenegger szerint az első, valóban profi testépítőbajnok Clarence Ross volt, aki 1945-ben lett Mr. America. Ő már nem azért edzett súlyzókkal, hogy erős legyen (Grimek esetében az izmos külső csak „mellékhatás” volt), hanem kifejezetten azért, hogy bizonyos módon formálja a testét. Az 1940-es években már jól elkülöníthető volt a testépítők izomzata a többi sportolóétól, és a testépítés célja az izomzat látványos fejlesztése lett az erő megszerzése helyett. Egyre inkább elterjedtek az edzőtermek, melyeket angolul gymnek kezdtek hívni. A sportágat azonban még sokáig nem vették komolyan, a testépítőbajnokok neve nem volt közismert. Az évtized végén Steve Reeves révén kezdett valamelyest megváltozni a testépítés megítélése, miután Reeves több versenyt is megnyert, a Muscle Beach egyik legnagyobb sztárja volt, és az 1950-es években a filmesek is felfedezték maguknak, ismertté téve a nevét. Olyan, zömében európai filmekben játszott, mint a Herkules (1958) vagy az Il ladro di Bagdad (1961).
Az 1950-es évek átmeneti időszak volt a testépítésben, amikor is a korábbi ismert testépítők visszavonultak, és egy új generáció vette át a helyüket, akik már nem a szimmetrikus testfelépítésre, hanem az úgynevezett „tömegelésre” vagy tömegnövelésre helyezték a hangsúlyt. Olyan testépítők voltak közöttük, mint Bill Pearl, Chuck Sipes vagy éppen a brit Reg Park, aki több filmben is szerepelt Herkulesként és később Arnold Schwarzenegger példaképe és mentora lett. Az 1960-as években a sportág már nagy népszerűségre tett szert, számos testépítősztár született. Az évtized közepének legnagyobb csillaga Larry Scott volt, aki egymás után kétszer is megnyerte az éppen elindított Mr. Olympiát. Őt az 1960-as évek végén Sergio Oliva, egy kubai menekült követte, aki szintén kétszer nyerte el a címet, utoljára 1969-ben, abban az évben, amikor megjelent a versenyen az újonc Schwarzenegger.

## Az 1970-es évek

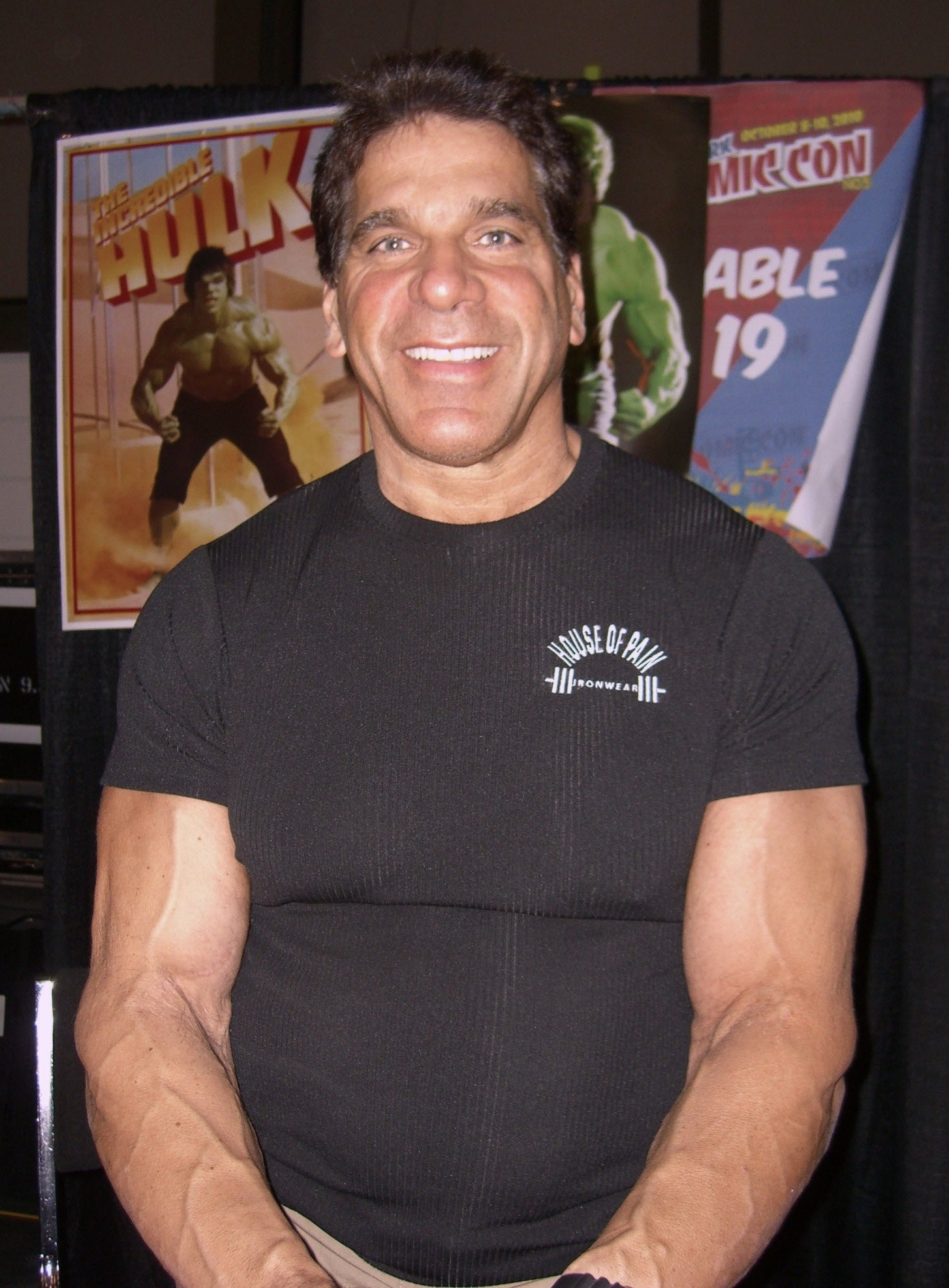
Lou Ferrigno

Arnold Schwarzenegger, becenevén „az osztrák tölgy” az 1960-as évek végén tűnt fel nemzetközi versenyeken, kétszer megnyerte a NABBA Mr. Univerzum címét Európában, mielőtt eltökélte, hogy Amerikában is megméretteti magát. Dave Draper, Sergio Oliva, Bill Pearl, Franco Columbu és Frank Zane voltak a legnagyobb ellenfelei a nemzetközi színtéren. Robert Kennedy, a MuscleMag magazin alapítója szerint Schwarzenegger pályafutásában a fordulópontot az 1968-as IFBB Mr. Universe verseny jelentette, ahol a nála jóval kisebb Frank Zane győzött. Ez a vereség sarkallta arra, hogy még elszántabban küzdjön. Az 1970-es évek elején egyértelműen ő dominálta a sportágat, egymás után hat Mr. Olympia címet szerzett, mellette azonban olyan testépítők is versenyeztek, mint Lou Ferrigno, Franco Columbu, Boyer Coe, Mike Mentzer, Danny Padilla vagy Mike Katz. 1977-ben megjelent az Acélizom (Pumping Iron) című dokumentumdráma, mely az 1975-ös Mr. Universe és Mr. Olympia versenyek kapcsán követte nyomon több testépítő felkészülését és versenyzését, köztük Schwarzeneggerét is. A film kasszasiker lett és a testépítés bekerült a köztudatba. A film meglovagolta az Amerikában éppen elinduló fitneszőrület hullámait, és hozzájárult az edzőtermek rohamos szaporodásához. A szándékosan dramatizált film sikere előtt a testépítőkre nem tekintettek sportolókként, és makacsul tartotta magát az elképzelés, hogy a testépítők ostobák, az izmaik pedig lelohadnak, amint abbahagyják a versenyzést. Az Acélizom sikere megnyitotta az utat Schwarzeneggernek Hollywood felé, ahol korábban hatalmas alkata és erős osztrák akcentusa miatt inkább csak apró szerepeket kapott. Bár más testépítőket is foglalkoztatott a szórakoztatóipar – Lou Ferrigno például az 1978-as The Incredible Hulk című sorozatban alakította Hulkot –, Schwarzeneggernek sikerült a leginkább megvalósítania színészi álmait és bekerülni a köztudatba az 1980-as évek elején a Conan, a barbár című filmmel és a Terminátor megformálásával. Schwarzenegger 1975-ös visszavonulása után a versenyszíntér domináns bajnoka Frank Zane lett, 1977 és 1979 között ő volt Mr. Olympia.
Az 1970-es évek a női testépítésbe is változást hozott. Míg a korábbi évtizedekben a nők izomépítő tevékenységét rosszallták, a feminista eszmék terjedése lehetővé tette, hogy a nők komolyabban érdeklődni kezdjenek a sport iránt. Az 1970-es években még azonban jobbára szépségversenyszerűek voltak a női versenyek, melyeket a férfi számok szüneteiben tartottak meg. Itt nem az izomdefiniáltság vagy -mennyiség számított, és feszíteni sem volt szabad az izmokat, mert a „nőies” idomokat részesítették előnyben. A valódi női testépítőversenyekre az 1980-as évekig kellett várni. Próbálkozások ugyan voltak 1977-ben és 1979-ben is olyan versenyek létrehozására, amelyeken a kritériumok a szervező állítása szerint megegyeztek a férfiakéval, mégis, ezeken a versenyeken sem az izomtömeg vagy -definiáltság, hanem „szexepil és vonzerő” alapján választották ki végül a győztest.

## Az 1980-as évek

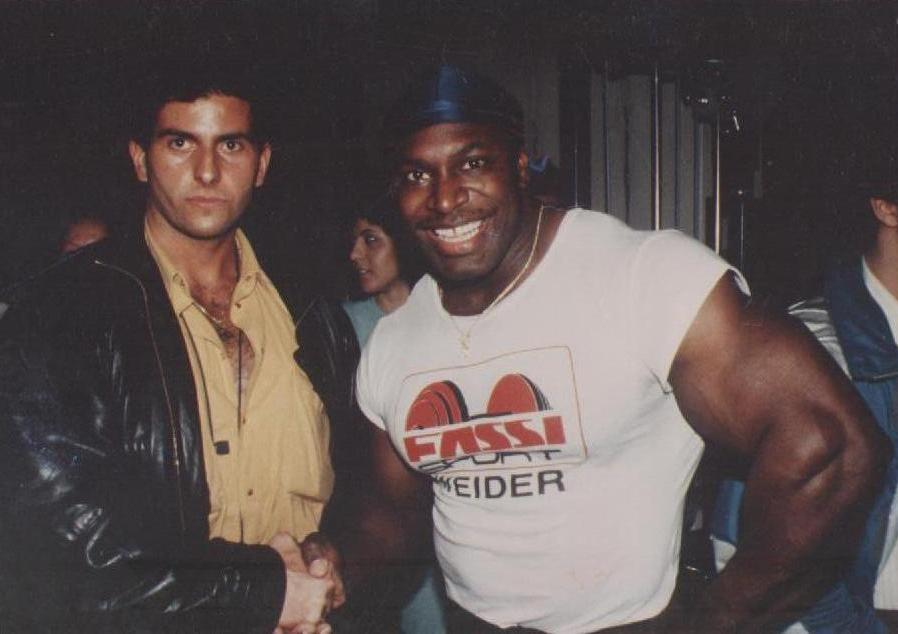
Paolo Tassetto súlyemelőedző (balra) és Lee Haney (jobbra)

Az 1980-as évek rögtön egy ellentmondásos Mr. Olympiával kezdődött, Arnold Schwarzenegger ugyanis váratlanul visszatért a színpadra, miközben a Conanre készült, és megnyerte a versenyt. Többen felháborodtak, mert úgy vélték, Schwarzenegger formája, izomzatának kidolgozottsága és tömege sem volt alkalmas arra, hogy legyőzze a jobb formában megjelent Chris Dickersont, Boyer Coe-t, Tom Platzot vagy Mike Mentzert, ráadásul a zsűritagok jó része az osztrák személyes jó barátja is volt. Mike Mentzer a verseny után soha többé nem lépett színpadra. Schwarzenegger A testépítés nagy enciklopédiája című könyvében hallgat a győzelmét illető ellentmondásokról.

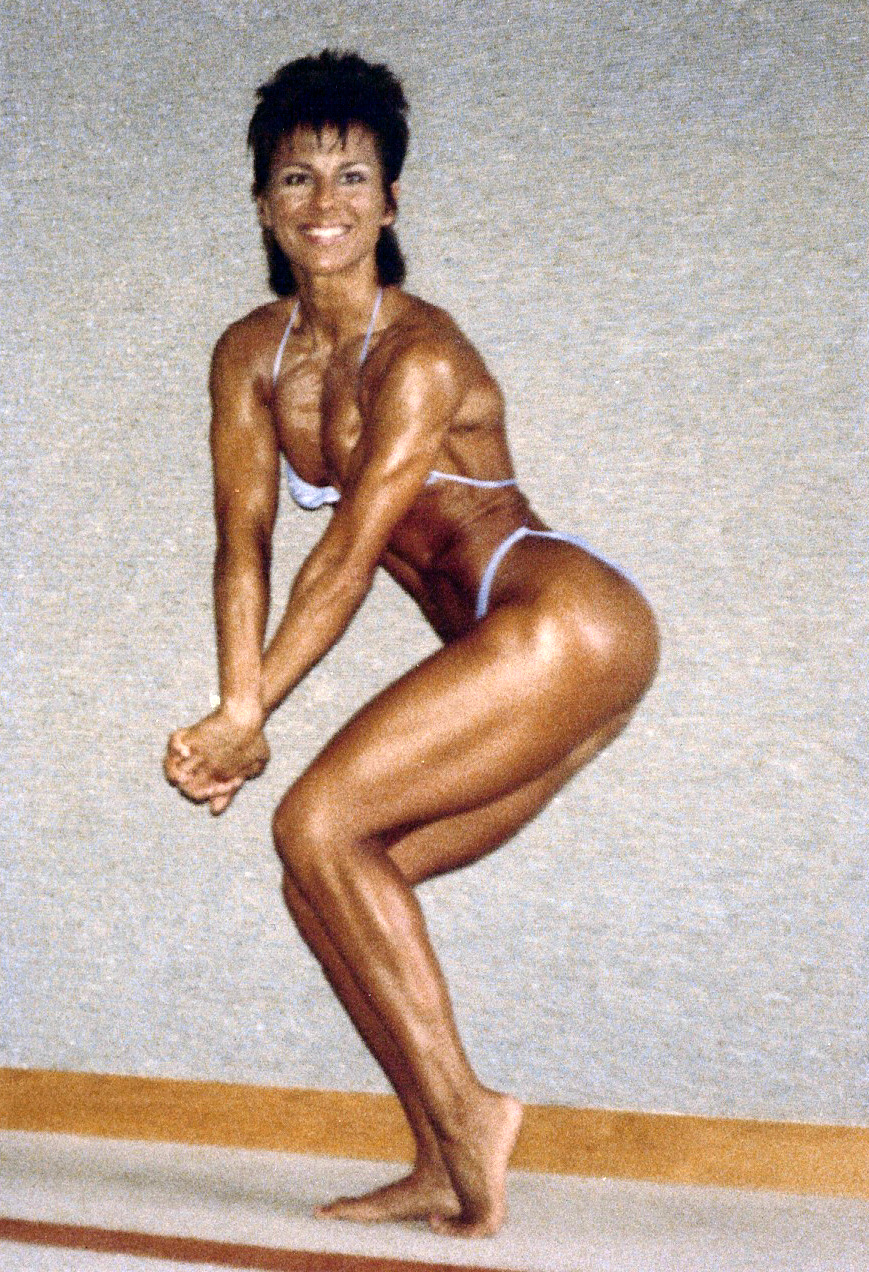
Kathy Segal, az 1987-es Ms. International győztese

Az 1980-as években olyan testépítők vitték el a legnagyobb trófeákat, mint a libanoni születésű Samir Bannout, majd Lee Haney, aki Schwarzenegger rekordját megdöntve nyolc Mr. Olympia címet gyűjtött be 1984 és 1991 között. Legnagyobb kihívója a kubai származású Lee Labrada volt. Elindultak az első Grand Prix rendezvények is, így a testépítők már nem csak egy-két rangos eseményen mérkőzhettek meg szerte a világban. A Testépítők Nemzetközi Szövetsége tagállamainak száma az 1980-as években 100 fölé emelkedett, majd az 1990-es években túllépett a 160-on is, még Kína is csatlakozott. A jugoszláv utódállamok belépése után pedig a világ egyik legnagyobb sportszövetségévé vált.
Az 1980-as években kezdett el kibontakozni a női testépítés is, melynek első elismert úttörője Lisa Lyon volt. Bár női fitneszversenyeket korábban is rendeztek a férfi testépítőversenyek keretében, Lyon volt az első versenyző, aki súlyzós edzéssel készült. Lyon újraírta a női testedzéssel kapcsolatos elképzeléseket, úgy vélte, a női testépítés feladata, hogy újradefiniálja a nőiesség fogalmát: „Nem kell puhának lennünk, nem kell gyengének lennünk. Lehetünk erősek, lehetünk izmosak... képesek lehetünk ilyenfajta vizuális kinyilatkoztatásra úgy, hogy közben megőrizzük a nőiességünket.” A később modellként dolgozó Lyonról mintázta Frank Miller Elektra karakterének testfelépítését a Marvel Comics képregényeiben. 1980-ban a Mr. Olympia versennyel párhuzamosan megrendezték az első Ms. Olympiát is, melyet Rachel McLish nyert. Az 1980-as évek domináns női testépítője, Corinna Everson hatszor nyerte el a címet. Everson, akárcsak a híresebb férfi testépítők, később mozifilmekben is játszott, például a Dupla dinamitban Jean-Claude Van Damme-mal, de visszatérő szereplő volt a Herkules című sorozatban is. Bár egyre izmosabb versenyzők léptek színpadra, a megítélésük így is vegyes volt, és a versenyek szervezői továbbra is előnyben részesítették a kevesebb, tónusosabb izomzatú versenyzőket. Carla Dunlap-Kaan 1983-ban például olyan, jóval nagyobb izomtömegű nők ellen nyert a Ms. Olympián, mint Bev Francis, aki csak a nyolcadik helyet szerezte meg. Az IFBB elnöke, Ben Weider ugyanis utasította a bírákat, hogy olyan hölgyet kell győztesnek kihozni, aki atletikus felépítésű és esztétikusan csinos.
1989-ben elindult az Arnold Classic verseny is, női párjával, a Ms. Internationallel (melynek szervezését átvették az IFBB-től).

## 1990-es évek

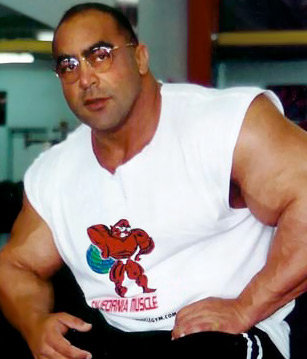
Nasser El Sonbaty

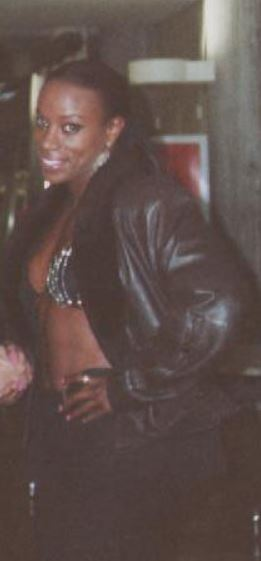
Lenda Murray

Az 1990-es évekre a testépítés óriási változásokon ment át. Az izomtömeg növelése még nagyobb szerepet kapott és olyan „monstrumok” lettek a legsikeresebb testépítők, mint a 120 kilós, angol nemzetiségű hatszoros Mr. Olympia, Dorian Yates vagy a szorosan az ő nyomában haladó Flex Wheeler, Shawn Ray, Paul Demayo, Nasser El Sonbaty vagy Paul Dillett. A Robert Kennedy’s Musclemag International encyclopedia of bodybuilding című könyv szerint a hatalmas izomtömegek elérésében nagy szerepet játszott az, hogy az 1990-es évekre a testépítők táplálkozása teljesen megváltozott. Míg húsz évvel korábban csak fehérjével és vitaminokkal egészítették ki a táplálékukat, addig az 1990-es évekre már számos speciális étrendkiegészítő állt rendelkezésükre, különféle teljesítményfokozók, felépülési időt csökkentő szerek. Anabolikus szteroidokat már az 1990-es évek előtt is használtak az izomtömeg növeléséhez, ekkor azonban ehhez növekedési hormont és inzulint is adtak, ami a jellegzetes „felfújt” kinézetet kölcsönözte a profi versenyzőknek. Ebben az időszakban több testépítő is igen fiatalon elhunyt, vagy súlyos vesekárosodást szenvedett, és abba kellett hagynia a versenyzést.
A női testépítés terén Corinna Eversontól Lenda Murray vette át a stafétabotot és hatszor lett Ms. Olympia. Legnagyobb kihívója Laura Creavalle volt, aki háromszor lett Ms. International. A Ms. Olympia és a Ms. International címet is jobbára amerikai, illetve kanadai hölgyek nyerték el. Európai versenyzőként csak a német Anja Schreiner tudott érvényesülni, akinek 1992-es Ms. International-győzelme botránnyal ért véget. Sokan ugyanis úgy vélték, nem neki kellett volna nyernie, és azért választották, mert a szövetség megijedt a túl izmos testépítőnők negatív sajtóvisszhangjától („túl izmos, túl férfias”), és egy „nőiesebb” testalkatú, könnyebben reklámozható hölgyet akartak győztesnek kihozni. A botrányba fulladt esemény után a szabályokon újra változtattak, így ismét előtérbe kerülhettek a jóval izmosabb versenyzőnők. 1996 és 1999 között például a korábbi győzteseknél jóval nagyobb izomtömegű Kim Chizevsky-Nicholls lett Ms. Olympia.

## 21. század

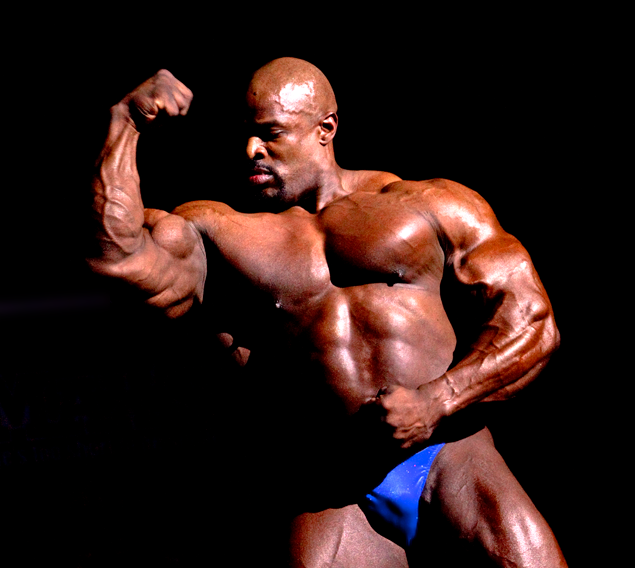
Ronnie Coleman 2009-ben

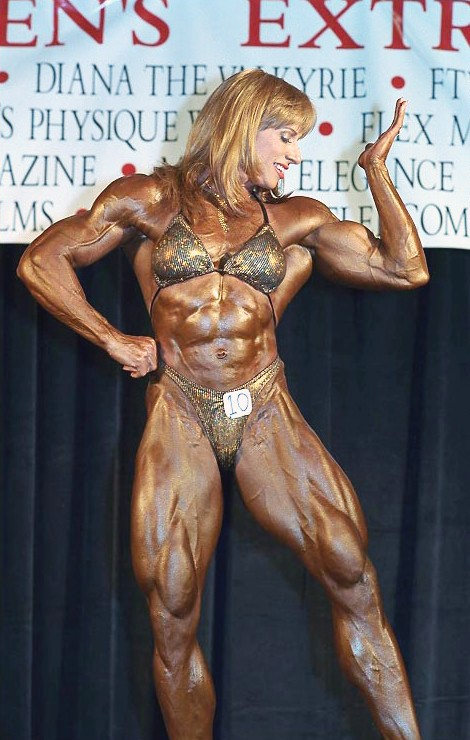
Betty Pariso profi testépítőnő 2001-ben, 45 évesen

A 2000-es évek elején folytatódott az izomtömeg még tovább növelése a profi testépítőknél. Az évtized elejének domináns testépítője Ronnie Coleman volt, aki már az 1990-es évek végén is jelentős eredményeket ért el, 1998 és 2005 között nyolc alkalommal lett Mr. Olympia; fénykorában mintegy 134 kilogrammos testsúllyal versenyzett. Coleman maga is úgy vélte, hogy ha színpadra állítanák az 1990-es évek versenyzőit a 2000-es évekével, akkor az utóbbiak győznének, mert sokkal „masszívabbak”. Colemant Jay Cutler követte, aki négyszer nyerte el a legrangosabb címet, majd Dexter Jackson, aki a Mr. Olympia mellett ötszörös Arnold Classic-győztes is. A 2010-es években Phil Heath nyert legtöbbször, egymás után hét alkalommal vitte el a Mr. Olympia címet, 2008-ban a jamaicai Shawn Rhoden lett a győztes, aki jóval kisebb és kevésbé masszív alkatúként nyerte meg a versenyt Heath ellenében. 2019-ben Brandon Curry révén újra amerikai testépítő győzött, aki egyben az az évi Arnold Classicot is megnyerte.
A női testépítés terén a 21. században is folytatódtak a viták arról, hogy milyen kritériumok szerint ítéljék meg a női fizikumot. 2004-ben például a kiemelkedő izomtömegű Iris Kyle lett Ms. Olympia, a következő évben azonban az IFBB egy sokat kritizált szabályt hozott, mely arra kötelezte a női versenyzőket, hogy 20%-kal csökkentsék az izomtömegüket. Abban az évben Yaxeni Oriquen-Garcia szerezte meg a címet, 2006-tól azonban Kyle visszatért a dobogó legmagasabb fokára és minden idők legsikeresebb testépítője lett, tíz Ms. Olympia és hét Ms. International címmel. Az utolsó Ms. Olympiát 2014-ben rendezték, Kyle utolsó győzelmével ért véget a sok vitát kavaró professzionális női testépítőverseny-sorozat. Testépítő-magazinok szerzői szerint ennek oka egyértelműen a túlságosan „férfias” izomzat, a különféle szerek használata volt, melyek miatt a nők arca is elférfiasodott, „megcsúnyult”, ez pedig azzal járt, hogy a közönség elpártolt a női testépítőversenyektől. A T Nation szerint „amikor Corey Everson volt Ms. Olympia 1984 és 1989 között, a versenyt gyakran a Madison Square Gardenben rendezték teltházas, üvöltő rajongók előtt. Harminc évvel később az Olympia Expo egy eldugott mellékrendezvénye [lett].” Ugyanakkor, ahogy a Ms. Olympia sorsa megpecsételődött, számos más kategória nyílt meg a női versenyzők számára, köztük a Women’s Physique kategóriával, mely gyakorlatilag a testépítő kategóriával egyezik meg, ahol az izomtömeg többet számít. Emellett léteznek különféle fitneszkategóriák, mint a „wellness”, illetve a „bikini”; utóbbi gyakorlatilag modell-, illetve szépségversenyhez hasonló. Az IFBB 2019-ben bejelentette, hogy 2020-ban újraindítja a Ms. Olympia versenyt. A Ms. Internationalt is megszüntették 2014-ben, így az Arnold Classic keretében a hölgyek csak fitnesz, bikini és figure kategóriákban mérkőzhettek tovább. 2015-ben itt is bevezették a Women’s Physique kategóriát.

## A testépítés története Magyarországon
1956-ot követően a tömegsport és a magyar sportélet fellendült, és az 1960-as évek gazdaságpolitikai változásai következtében új sportágak jelentek meg az országban, mint az aerobik, a vízilabda, a gokart vagy a női labdarúgás. Az 1970-es években a testépítés is beszivárgott az ország sportéletébe, bár eleinte furcsán tekintettek rá, az Ifjúsági Magazin például kulturisztikának nevezte és külföldi „izomparádékról” írt. 1969-ben létrejött az első fekvenyomó-bajnokság, melynek keretében testépítő-bemutatót is tartottak. A sportvezetés azonban nem támogatta olyan rendezvények létrehozását, ahol szerintük a cél a magamutogatás volt, így az első időkben a testépítő rendezvények szorosan kapcsolódtak a teljesítményorientált erőemeléshez. 1970-ben rendezték az első hivatalos Testépítő Magyar Bajnokságot, melyet a 173 cm feletti kategóriában Bitter István nyert meg. A szabályok szerint a testépítőverseny résztvevőinek is kellett fekvenyomást végezniük. 1978-ban megalakult az első testépítő edzőterem, a Lakóterületi S.E. Szegeden. Az első elérhető táplálékkiegészítő fehérjepor a Sportrobi volt Magyarországon.
Az 1980-as években elterjedtté vált a testépítés, ha államilag nem is ismerték el különálló sportágként. Számos versenyt rendeztek, az utazási korlátozások miatt azonban külföldre nem nagyon jutottak ki magyar testépítők. Az 1990-es években, a rendszerváltást követően a lehetőségek kitágultak, megjelentek a kommersz edzőtermek, a külföldi táplálékkiegészítők és az első nemzetközi magyar sikerek is. Kiss Jenő 1996-ban elnyerte az IFBB Mr. Universe (amatőr világbajnoki) címét, Szikszay Gabriella 1991-ben lett amatőr világbajnok és első magyar nőként kijutott a Ms. Olympiára, ahol 16. lett. Országos szinten az egyik legismertebb testépítő Kathi Béla, aki kétszeres Superbody abszolút győztes, WABBA-világbajnok, de erőemelésben is országos bajnok.
Magyarországon több testépítőversenyt is rendeznek, az IFBB Testépítő és Fitness Magyar Bajnokság mellett jelentősnek mondható még a Superbody is.